# Ingvar Ambjørnsen
Ingvar Even Ambjørnsen-Haefs (20 de mayo de 1956 - 19 de julio de 2025) fue un escritor noruego. Fue conocido por su tetralogía "Elling": Utsikt til paradiset (1993), Fugledansen (1995), Brødre i blodet (1996) y Elsk meg i morgen (1999).
Brødre i blodet ("Hermanos de sangre") se convirtió en una exitosa película titulada Elling, que recibió una nominación al Oscar en la categoría de Mejor Película Extranjera en 2001. La traducción al inglés de la novela se llama Beyond the Great Indoors.

## Biografía
Nacido en Tønsberg y criado en Larvik, su primera novela semiautobiográfica, 23-salen ("La fila 23"), criticó la atención de la salud mental en Noruega. Todas sus novelas se posicionan desde la perspectiva del marginado, incluyendo su novela revelación Hvite Niggere ("Negros blancos", 1986). La novela trata sobre un joven que lleva una vida algo al margen de la sociedad normal.
También fue conocido por su serie juvenil "Pelle og Proffen", que se centra en dos detectives adolescentes que se ven envueltos en numerosos misterios y crímenes relacionados con las drogas, la contaminación y el neonazismo, entre otros. Comenzó este proyecto tras leer algunos libros de Franklin W. Dixon sobre los Hardy Boys. Los libros "Døden på Oslo S", "Giftige Løgner" y "De Blå Ulvene" de esta serie también se convirtieron en películas de éxito. En 2005 se publicó el libro "Drapene i Barkvik" ("Los asesinatos en Barkvik"), sobre el adolescente Fillip Moberg que intenta resolver un asesinato con hacha en un pequeño pueblo noruego.
En 2010, dejó de escribir novelas; Farvel til romanen. 24 timer i grenseland, publicado en 2014, trata sobre esa decisión y sobre cómo llegó a escribir sus novelas.
Recibió numerosos premios por sus escritos. Entre ellos se encuentran el premio de la Asociación Noruega de Libreros al mejor libro de la década de 1980 para niños y jóvenes (libros de Pelle y Proffen), el premio Tabu en 2001, el Premio de Cultura Telenor en 2002 y el Premio Brage en 1995. 
Hasta 2014, reseñaba libros frecuentemente para el periódico noruego VG. A partir de 1985, vivió en Hamburgo con su esposa y traductora alemana, Gabriele Haefs. En 2009, fue nombrado ciudadano honorario de Larvik. En 2025, regresó a Noruega tras vivir en Alemania durante más de cuarenta años, y el 19 de julio de ese año falleció a los 69 años. Había estado luchando contra un EPOC grave. 

## Obras

### Novelas
- 23-salen (1981)
- Den siste revejakta (1983, novela policíaca)
- Hvite niggere (1987)
- Hermano y sangre (1996)